# Coleophora silenella
Coleophora silenella é uma espécie de mariposa do gênero Coleophora pertencente à família Coleophoridae.